# Locri
Locri község (comune) Calabria régiójában, Reggio Calabria megyében.

## Fekvése
A megye keleti részén fekszik, a Jón-tenger partján. Határai: Antonimina, Gerace, Portigliola és Siderno.

## Története
A település elődje Epizephürioi Lokroi (a görög epi-Zephürosz jelentése a nyugati szél alatt) vagy latinosan Locri Epizephyrii  görög város volt, amelyet i. e. 680-ban alapítottak a Jón-tenger partján, a mai Zefirio-fok közelében. A várost védő falakat egy évszázaddal később húzták fel. A falakon kívül kiterjedt nekropoliszt építettek. A városban élt Zaleukosz görög törvényhozó, akinek törvényei rendet teremtettek az ókori város erkölcseiben és így fennmaradt róla a „szigorú törvényhozó” toposza. Platón a várost Itália virágának nevezte. Az ókorban két fontos szentély helye volt: Perszephonéé és Aphroditéé. A város előbb Spárta, majd Szürakuszai szövetségese volt. Két gyarmatot is alapított: Hipponiumot és Medmit. A pürrhoszi háború során (i. e. 280-275) Rómát támogatta az epiruszi király ellen, noha többször is átállt az ellenség oldalára. Pürrhosz Görögországba való visszatérése előtt kifosztotta. Az ókori város az 5. században néptelenedett el, amikor a szaracénok elpusztították. A lakosság a szomszédos Geracéba menekült. A mai Locri, az ókori város romjaitól nem messze épült fel és 1905-ig Geracétől függött. Ezt követően vált önálló községgé.

## Népessége
A népesség számának alakulása:

## Főbb látnivalói
- az ókori település, Epizephürioi Lokroi romjai és a Régészeti Múzeum
- San Biagio-templom
- Maria SS. Immacolata-templom
- Santa Maria del Mastro-katedrális